# Jason Aldean
Pour les articles homonymes, voir Jason Williams (homonymie) et Williams.
Jason Aldine Williams, plus connu sous le nom de Jason Aldean (né le 28 février 1977 à Macon dans l'État de Géorgie), est un chanteur américain de musique country.
Il s'est fait connaître en 2005 pour son single Hicktown écrit par le groupe Big and Rich. Quatre de ses singles ont atteint la tête du Hot Country Songs américain : Why, She's Country, Big Green Tractor, The Truth, et six autres se placent dans le top 10 du même classement.

## Biographie

### Enfance
Les parents du chanteur divorcent alors qu'il n'a que 3 ans. Il grandit alors aux côtés de sa mère dans la ville de Macon en Géorgie.
Lorsque Jason Aldean rend visite à son père, ce dernier lui apprend les bases de la guitare. Après avoir pratiqué des journées entières, son père lui offre sa première guitare et organise des répétitions. Jason découvre alors ses talents pour l'instrument, et ses parents l'encouragent très vite à poursuivre dans la voie musicale.
À l'âge de 14 ans, alors qu'il regardait un award-show basé sur la musique country, il décide de se lancer dans sa carrière. Avec l'aide de sa mère, Jason Aldean parvient à obtenir l'occasion de se produire devant un jury de sa ville natale. Après avoir été applaudi par le jury, il chante à l'occasion de nombreux concours locaux et d'évènements en tous genres dans l'espoir de se faire un nom.

### Carrière
Depuis 2005, il collabore avec Broken Bow Records, un label pour lequel il enregistre 4 albums studio et 12 singles.
Son premier album éponyme, son troisième album intitulé Wide Open, et son dernier disque en date, My kinda Party sont certifiés disque de platine par la RIAA,, tandis que son second album, Relentless est certifié disque d'or aux États-Unis.
Le 1er octobre 2017, alors qu'il se produit sur scène à Las Vegas, dans le cadre du festival de musique country "Route 91 Harvest", un tireur isolé tire sur le public pendant plusieurs minutes depuis les hauteurs de l'hôtel-casino Mandalay Bay, faisant au moins 58 morts et plus de 500 blessés.
En 2023, il sort la chanson Try That in a Small Town comme premier single de son douzième album studio. Les paroles mentionnent le détournement de voiture, les vols et l'incendie du drapeau, en disant: "If you're looking for a fight, try that in a small town. (Si vous avez envie de vous battre, essayez dans une petite ville.)" Le vidéoclip de la chanson, sortie le 14 juillet, décrivait comment les petites villes ne supporteraient pas le genre d'émeutes et d'anarchie vécues par de nombreuses villes,. Le vidéoclip a été tourné à Columbia, au Tennessee, en avant du palais de justice du comté de Maury où un afro-américain a été lynché en 1927 mais Aldean affirme ne pas avoir eu le choix de la localité et ne connaissait pas cette histoire. La chaîne CMT, qui diffusait le vidéoclip en boucle depuis sa sortie, a décidé d'arrêter la diffusion du vidéoclip le 17 juillet et certaines critiques jugent le vidéoclip comme menaçant dû à la représentation des violences urbaines, la référence au second amendement et le rhétorique menaçante. D'autres ont fait part de leurs inquiétudes quant au fait que la chanson et la vidéo radicalisaient les fans d'Aldean et dénigraient le contrôle des armes à feu et les protestations contre la police. Le chanteur défend son vidéoclip.

### Vie privée
Le chanteur a eu deux filles d'une première union, Keeley (née en 2003) et Kendyl (née en 2007).
En 2015, il épouse en secondes noces, Brittanny Kerr. Le couple a deux enfants : Memphis (né en 2017) et Navy (née en 2019).

## Carrière musicale

### Albums studio
| Année | Album détails                              | Positions  | Positions | Positions | Certifications |
| Année | Album détails                              | US Country | US        | CAN       | Certifications |
| ----- | ------------------------------------------ | ---------- | --------- | --------- | -------------- |
| 2005  | Jason Aldean - Label: Broken Bow Records   | 6          | 37        | -         | - US: Platine  |
| 2007  | Relentless - Label: Broken Bow Records     | 1          | 4         | -         | - US: Or       |
| 2009  | Wide Open - Label: Broken Bow Records      | 2          | 4         | -         | - US: Platine  |
| 2010  | My Kinda Party - Label: Broken Bow Records | 1          | 2         | 15        | - US: Platine  |
| 2012  | Night Train                                |            |           |           |                |
| 2014  | Old Boots, New Dirt                        |            |           |           |                |
| 2016  | They Don't Know                            |            |           |           |                |
| 2018  | Rearview Town                              |            |           |           |                |
| 2019  | 9                                          |            |           |           |                |